# سد دیگانیا
سد دیگانیا (به لاتین: Degania Dam) یک سد در اسرائیل است که در دگانیا آلف واقع شده‌است.